# レバノンの大統領
レバノンの大統領（レバノンのだいとうりょう、アラビア語: ملحق:قائمة رؤساء لبنان）は、レバノン共和国の元首たる大統領である。

## 概要
憲法の規定によりレバノン議会から選出される。キリスト教の一派であるマロン派の人物が就任することが暗黙の了解となっている。ただしこれまでに2回、イスラム教徒が就任するという例外が発生している。1988年にサリーム・アル＝ホス首相が、2007年にフアード・シニオラ首相が大統領代行に就任したケースである。

また、憲法において、任期は1期6年に制限されている。しかし、2004年にシリアの圧力により、任期を3年延長せよという要求を受け、国民議会は、エミール・ラフード大統領の任期を延長する決議を行い、2004年までのはずであった任期は2007年まで延長された。

## 大統領の一覧
| フランス委任統治領レバノン共和国 (1926-1943) |                                                                                 |                               |                                 |                 |
| 代                                           | 大統領                                                                          | 大統領                        | 在任期間                        | 所属政党        |
| 001                                          | シャルル・ダッバス شارل دباس Charles Debbas                                     |                               | 1926年9月1日 - 1929年9月1日     | 無所属          |
| 001                                          | シャルル・ダッバス شارل دباس Charles Debbas                                     | 1929年9月1日 - 1934年1月2日   |                                 | 無所属          |
| 00－                                         | アントニー・プリヴァート＝オウブール أنطوان أوبوار Privat-Antoine Aubouard      |                               | 1934年1月2日 - 1934年1月30日    | 無所属          |
| 002                                          | ハビーブ・パシャ・アッ＝サアド حبيب باشا السعد Habib Pacha Saad                 |                               | 1934年1月30日 - 1936年1月20日   | 無所属          |
| 003                                          | エミール・エッデ إميل أده Émile Eddé                                            |                               | 1936年1月20日 - 1941年4月4日    | 国民ブロック    |
| 00－                                         | ピエール・ジョルジュ・アルラーボース بيار جورج أرلابوس Pierre-Georges Arlabosse |                               | 1941年4月4日 - 1941年4月9日     | 無所属          |
| 004                                          | アルフレド・アン＝ナカーシュ ألفرد جورج النقاش Alfred Naqqache                  |                               | 1941年4月9日 - 1943年3月18日    | ファランヘ党    |
| 00－                                         | アイユーブ・サービト أيوب ثابت Ayoub Tabet                                      |                               | 1943年3月19日 - 1943年7月21日   | 無所属          |
| 005                                          | ペトロ・トゥラード بيترو طراد Petro Trad                                        |                               | 1943年7月22日 - 1943年9月21日   | 無所属          |
| 006                                          | ビシャーラ・アル＝フーリー بشارة الخوري Bechara El Khoury                       |                               | 1943年9月21日 - 1943年11月11日  | 立憲ブロック    |
| 007                                          | エミール・エッデ إميل أده Émile Eddé                                            |                               | 1943年11月11日 - 1943年11月22日 | 国民ブロック    |
| レバノン共和国 (1943-現在)                   |                                                                                 |                               |                                 |                 |
| 代                                           | 大統領                                                                          | 大統領                        | 在任期間                        | 所属政党        |
| 001                                          | ビシャラ・アル・フーリー بشارة الخوري Bechara El Khoury                         |                               | 1943年11月22日 - 1948年5月27日  | 立憲ブロック    |
| 001                                          | ビシャラ・アル・フーリー بشارة الخوري Bechara El Khoury                         | 1948年5月27日 - 1952年9月18日 |                                 | 立憲ブロック    |
| 00－                                         | フアード・シハーブ فؤاد شهاب Fouad Chehab                                       |                               | 1952年9月18日 - 1952年9月22日   | 無所属 （軍人） |
| 002                                          | カミール・シャムウーン كميل شمعون Camille Chamoun                               |                               | 1952年9月23日 - 1958年9月22日   | 国民自由党      |
| 003                                          | フアード・シハーブ فؤاد شهاب                                                    |                               | 1958年9月23日 - 1964年9月22日   | 無所属          |
| 004                                          | シャールル・ヘロー شارل حلو                                                     |                               | 1964年9月23日 - 1970年9月22日   | シハービスト    |
| 005                                          | スライマーン・フランジーヤ سليمان فرنجية                                        |                               | 1970年9月23日 - 1976年9月22日   | マラダ運動      |
| 006                                          | イリヤース・サルキース إلياس سركيس                                              |                               | 1976年9月23日 - 1982年9月22日   | シハービスト    |
| 00－                                         | バシール・ジェマイエル بشير الجميل                                              |                               | －                              | ファランヘ党    |
| 007                                          | アミーン・ジェマイエル أمين الجميل                                              |                               | 1982年9月23日 - 1988年9月22日   | ファランヘ党    |
| 00－                                         | サリーム・アル＝フス سليم الحص                                                  |                               | 1988年9月23日 - 1989年11月5日   | 無所属          |
| 008                                          | ルネ・ムアウワド رينيه معوض                                                     |                               | 1989年11月5日 - 1989年11月22日  | 独立運動        |
| 00－                                         | サリーム・アル＝フス سليم الحص                                                  |                               | 1989年11月22日 - 1989年11月24日 | 無所属          |
| 009                                          | イリヤース・アル＝ハラーウィー إلياس الهراوي                                    |                               | 1989年11月24日 - 1998年11月24日 | 無所属          |
| 010                                          | エミール・ラフード إميل لحود                                                    |                               | 1998年11月24日 - 2007年11月23日 | 無所属          |
| 00－                                         | フアード・シニオラ فؤاد السنيورة                                                |                               | 2007年11月23日 - 2008年5月25日  | 未来運動        |
| 011                                          | ミシェル・スライマーン ميشال سليمان                                             |                               | 2008年5月25日 - 2014年5月25日   | 無所属          |
| 00－                                         | タンマーム・サラーム تمام صائب سلام                                             |                               | 2014年5月25日 - 2016年10月31日  | 無所属          |
| 012                                          | ミシェル・アウン ميشال عون                                                      |                               | 2016年10月31日 - 2022年10月31日 | 自由愛国運動    |
| 00－                                         | ナジーブ・ミーカーティー نجيب ميقاتي                                            |                               | 2022年10月31日 - 2025年1月9日   | 栄光運動        |
| 013                                          | ジョゼフ・アウン جوزيف عون                                                      |                               | 2025年1月9日 - （現職）         | 無所属 （軍人） |